# 鳥頸類
鳥頸類（ちょうけいるい、学名：Ornithodira）は、偽鰐類と並んで主竜類を構成する主要な分岐群。分類上は主竜区鳥中足骨亜区の鳥頸下区に位置付けられる。鳥類に繋がるグループであり、恐竜とそれに近縁な分類群から構成され、恐竜形類と翼竜類に大別できる。単純な足関節を持つ長い足を持ち、また頸部も細長い。偽鰐類に見られる皮骨板は一般に存在しない。

## 概要
翼竜、恐竜（含鳥類）、両者に近縁な動物を含む動物群である。三畳紀から現世まで生存している。
ラゴスクス類はこの動物群の基部に位置し、恐竜の直接の祖先であるか、それに著しく近縁な動物群である。故に学者によっては恐竜に含めるべきだという意見もあるが、同時にラゴスクス類は翼竜の祖先もしくはそれに極めて近縁な動物群であるとも考えられている。そのため、ラゴスクス類を恐竜に含めると翼竜も恐竜の1種となってしまい不都合である。しかしそれまでの定説のようにラゴスクスを槽歯類に含め恐竜、翼竜を槽歯類と同格の分類群に設定するのもこれらの間の類縁関係を正しく表現していないと考えられた。故に現在の主流な学説では鳥頸類という新たなカテゴリーを設け、その中でラゴスクス類を基底に恐竜、翼竜を其々独立した分類群として捉えている。そして翼竜は独自の進化を遂げている事からラゴスクス類と恐竜を纏めて恐竜形類とし、翼竜と並立させる見解が主流である。
鳥頸類はクルロタルシ類（偽鰐類）と並んで主竜類を構成する2大グループの1つである。三畳紀後期に発展し、恐竜、翼竜が出現する。三畳紀末の大量絶滅において、それまで繁栄していたクルロタルシ類の多くが絶滅すると、恐竜は彼等に変わって陸上生態系の上位を独占することになる。続くジュラ紀においては恐竜から鳥類が進化するなど鳥頸類は長期間にわたって大いに繁栄を続けたが、白亜紀末に起きた大量絶滅で大打撃を受け、多くの系統が絶滅した。現生する鳥頸類は鳥類のみである。

## 分類
- 主竜類
  - クルロタルシ類 Crurotarsi / 偽鰐類 Pseudosuchia
    - 鰐類 Crocodilia

  - 鳥頸類 Ornithodira ★
    - (和名なし) Pterosauromorpha（絶滅）
      - ラゲルペトン科 Lagerpetidae（絶滅）
      - 翼竜類 Pterosauria（絶滅）

    - 恐竜形類 Dinosauromorpha
      - ラゴスクス Lagosuchus（絶滅）
      - 恐竜型類 Dinosauriformes
        - マラスクス Marasuchus（絶滅）
        - 恐竜類 Dinosauria
          - 鳥類 Aves